# Para
Para (rusky Пара) je řeka v Rjazaňské oblasti v Rusku. Její horní tok zasahuje na hranici Tambovské oblasti. Je 192 km dlouhá. Povodí má rozlohu 3 590 km².

## Průběh toku
Teče na sever přes Ocko-donskou rovinu. Ústí zprava do řeky Oky (povodí Volhy).

## Vodní režim
Zdroj vody je převážně sněhový. Zamrzá v listopadu a rozmrzá v dubnu. Řeka je splavná.